# چن ژائوکسیا
چن ژائوکسیا (انگلیسی: Chen Zhaoxia؛ زادهٔ april 25, 1975) ورزشکار هاکی روی چمن اهل چین است.
وی در مسابقات کشوری و بین‌المللی در مجموع برندهٔ ۱ مدال طلا، ۲ مدال نقره شده‌است.